# Segunda Categoría de Cotopaxi 2019
El Campeonato Provincial de Segunda Categoría de Cotopaxi 2019 fue un torneo de fútbol en Ecuador en el cual compitieron equipos de la Provincia de Cotopaxi. El torneo fue organizado por la Asociación de Fútbol Profesional de Cotopaxi (AFPC) y avalado por la Federación Ecuatoriana de Fútbol. El torneo empezó el 19 de abril de 2019 y finalizó el 14 de julio de 2019. Participaron 10 clubes de fútbol y entregó 2 cupos al zonal de ascenso de la Segunda Categoría 2019 por el ascenso a la Serie B, además el campeón provincial clasificó a la primera fase de la Copa Ecuador 2020.

## Sistema de campeonato
El sistema determinado por la Asociación de Fútbol Profesional de Cotopaxi fue el siguiente:
- Se jugó en un sistema de todos contra todos (18 fechas) ida y vuelta, el club que terminó primero fue campeón, el que terminó segundo fue vicecampeón; estos dos equipos clasificaron al zonal de ascenso de la Segunda Categoría 2019.

## Equipos participantes
| Equipos participantes                          | Equipos participantes | Equipos participantes                              |
| ---------------------------------------------- | --------------------- | -------------------------------------------------- |
|                                                |                       |                                                    |
| Equipo                                         | Ciudad                | Estadio                                            |
| Club Deportivo Universidad Técnica de Cotopaxi | Latacunga             | Estadio La Cocha                                   |
| Club Sport Norte América                       | Salcedo               | Estadio Carlos Alberto Tamayo                      |
| Club Atlético Saquisilí                        | Saquisilí             | Estadio de la Liga Deportiva Cantonal de Saquisilí |
| Club Deportivo Panamericana                    | Latacunga             | Estadio La Cocha                                   |
| Club Deportivo La Unión                        | Pujilí                | Estadio Jaime Zumárraga                            |
| Sociedad Deportiva Flamengo                    | Latacunga             | Estadio La Cocha                                   |
| Salcedo City Fútbol Club                       | Salcedo               | Estadio Carlos Alberto Tamayo                      |
| Club Atlético Kin                              | Latacunga             | Estadio La Cocha                                   |
| Club Deportivo Juventud                        | Latacunga             | Estadio La Cocha                                   |
| Geinco Fútbol Club                             | Latacunga             | Estadio La Cocha                                   |

## Equipos por cantón
| Cantón                                   | N.º | Equipos                                                                              |
| ---------------------------------------- | --- | ------------------------------------------------------------------------------------ |
| Latacunga                                | 6   | - U.T. de Cotopaxi - Panamericana - Flamengo - Atlético Kin - Juventud - Geinco F.C. |
| Salcedo                                  | 2   | - Salcedo City - Norte América                                                       |
| Archivo:BFlag of Saquisilí.svg Saquisilí | 1   | - Atlético Saquisilí                                                                 |
| Pujilí                                   | 1   | - La Unión                                                                           |

## Clasificación
| Pos. | Equipo             | Pts. | PJ | G  | E | P  | GF | GC  | Dif. |  |
| ---- | ------------------ | ---- | -- | -- | - | -- | -- | --- | ---- |  |
| 1    | La Unión           | 43   | 17 | 14 | 1 | 2  | 42 | 10  | +32  |  |
| 2    | Geinco             | 36   | 18 | 11 | 3 | 4  | 55 | 9   | +46  |  |
| 3    | Atlético Saquisilí | 36   | 18 | 11 | 3 | 4  | 65 | 21  | +44  |  |
| 4    | Flamengo           | 26   | 18 | 7  | 5 | 6  | 46 | 28  | +18  |  |
| 5    | Norte América      | 26   | 16 | 8  | 2 | 6  | 26 | 19  | +7   |  |
| 6    | U.T. de Cotopaxi   | 24   | 16 | 7  | 3 | 6  | 46 | 30  | +16  |  |
| 7    | Juventud           | 23   | 16 | 7  | 2 | 7  | 38 | 28  | +10  |  |
| 8    | Atlético Kin       | 19   | 16 | 6  | 1 | 9  | 23 | 35  | −12  |  |
| 9    | Salcedo City       | 6    | 17 | 2  | 0 | 15 | 12 | 51  | −39  |  |
| 10   | Panamericana       | 3    | 16 | 1  | 0 | 15 | 10 | 132 | −122 |  |

Actualizado a los partidos jugados el 14 de julio de 2019.
 Fuente: @xerazo90, @AFPC12
Criterios de clasificación: 1) Puntos; 2) Diferencia de goles; 3) Goles marcados
|  | Campeón y clasificado a los zonales de Segunda Categoría 2019.     |
|  | Vicecampeón y clasificado a los zonales de Segunda Categoría 2019. |

## Evolución de la clasificación
| Equipo / Jornada   | 01 | 02 | 03 | 04 | 05 | 06 | 07 | 08 | 09 | 10 | 11 | 12 | 13 | 14 | 15 | 16 | 17 | 18 |
| ------------------ | -- | -- | -- | -- | -- | -- | -- | -- | -- | -- | -- | -- | -- | -- | -- | -- | -- | -- |
| La Unión           | 2  | 3  | 2  | 1  | 1  | 3  | 2  | 1  | 2  | 1  | 1  | 1  | 1  | 1  | 1  | 1  | 1  | 1  |
| Geinco             | 3  | 1  | 3  | 3  | 4  | 4  | 3  | 4  | 3  | 4  | 3  | 2  | 2  | 2  | 3  | 2  | 2  | 2  |
| Atlético Saquisilí | 8  | 5  | 6  | 5  | 3  | 2  | 4  | 3  | 5  | 2  | 2  | 4  | 4  | 3  | 2  | 3  | 3  | 3  |
| Flamengo           | 9  | 9  | 7  | 7  | 6  | 5  | 6  | 5  | 4  | 7  | 5  | 3  | 3  | 4  | 4  | 4  | 4  | 4  |
| Norte América      | 4  | 7  | 4  | 6  | 7  | 7  | 7  | 6  | 6  | 5  | 4  | 5  | 5  | 5  | 7  | 5  | 5  | 5  |
| U.T. de Cotopaxi   | 5  | 4  | 5  | 4  | 5  | 6  | 5  | 8  | 7  | 6  | 7  | 7  | 8  | 7  | 5  | 6  | 6  | 6  |
| Juventud           | 1  | 2  | 1  | 2  | 2  | 1  | 1  | 2  | 1  | 3  | 6  | 6  | 6  | 6  | 6  | 7  | 7  | 7  |
| Atlético Kin       | 6  | 6  | 8  | 8  | 8  | 8  | 8  | 7  | 8  | 8  | 8  | 8  | 7  | 8  | 8  | 8  | 8  | 8  |
| Salcedo City       | 10 | 10 | 10 | 9  | 9  | 9  | 9  | 9  | 9  | 9  | 9  | 9  | 9  | 9  | 9  | 9  | 9  | 9  |
| Panamericana       | 7  | 8  | 9  | 10 | 10 | 10 | 10 | 10 | 10 | 10 | 10 | 10 | 10 | 10 | 10 | 10 | 10 | 10 |

## Resultados

### Primera vuelta
| Salcedo City       | 0 - 3 | Juventud     | Carlos Alberto Tamayo | 19 de abril | 14:00 |
| Norte América      | 2 - 0 | Panamericana | Carlos Alberto Tamayo | 20 de abril | 14:15 |
| Atlético Saquisilí | 0 - 2 | Geinco       | LDC de Saquisilí      | 20 de abril | 15:30 |
| Flamengo           | 0 - 3 | La Unión     | La Cocha              | 21 de abril | 11:00 |
| UTC                | 2 - 1 | Atlético Kin | La Cocha              | 22 de abril | 16:00 |

| Atlético Kin | 3 - 1 | Panamericana       | Carlos Alberto Tamayo | 26 de abril | 12:00 |
| Geinco       | 6 - 0 | Salcedo City       | Carlos Alberto Tamayo | 26 de abril | 14:15 |
| Juventud     | 1 - 0 | Norte América      | La Cocha              | 27 de abril | 09:00 |
| La Unión     | 1 - 1 | UTC                | Jaime Zumárraga       | 27 de abril | 11:30 |
| Flamengo     | 1 - 4 | Atlético Saquisilí | La Cocha              | 27 de abril | 15:00 |

| Juventud      | 1 - 0 | Geinco             | Polideportivo         | 1 de mayo | 12:00 |
| Norte América | 4 - 0 | Atlético Kin       | Carlos Alberto Tamayo | 1 de mayo | 12:00 |
| Panamericana  | 0 - 3 | La Unión           | Jaime Zumárraga       | 1 de mayo | 12:00 |
| UTC           | 1 - 1 | Atlético Saquisilí | Jaime Zumárraga       | 1 de mayo | 14:30 |
| Salcedo City  | 0 - 3 | Flamengo           | Carlos Alberto Tamayo | 1 de mayo | 16:00 |

| Geinco             | 2 - 1 | Norte América | Carlos Alberto Tamayo | 4 de mayo | 12:00 |
| UTC                | 4 - 3 | Salcedo City  | Carlos Alberto Tamayo | 4 de mayo | 14:15 |
| Atlético Saquisilí | 7 - 1 | Panamericana  | LDC de Saquislí       | 4 de mayo | 15:30 |
| Flamengo           | 1 - 1 | Juventud      | La Cocha              | 5 de mayo | 12:00 |
| La Unión           | 2 - 1 | Atlético Kin  | Jaime Zumárraga       | 5 de mayo | 14:00 |

| Norte América | 1 - 2 | La Unión           | Carlos Alberto Tamayo | 8 de mayo | 11:00 |
| Juventud      | 2 - 1 | UTC                | Jaime Zumárraga       | 8 de mayo | 12:00 |
| Geinco        | 0 - 1 | Flamengo           | Jaime Zumárraga       | 8 de mayo | 14:15 |
| Panamericana  | 0 - 1 | Salcedo City       | Carlos Alberto Tamayo | 8 de mayo | 15:15 |
| Atlético Kin  | 2 - 6 | Atlético Saquisilí | La Cocha              | 8 de mayo | 15:30 |

| Atlético Saquisilí | 2 - 1  | La Unión      | LDC de Saquisilí      | 11 de mayo | 15:30 |
| Panamericana       | 0 - 15 | Juventud      | La Cocha              | 12 de mayo | 12:00 |
| Flamengo           | 4 - 1  | Norte América | La Cocha              | 12 de mayo | 14:15 |
| UTC                | 0 - 3  | Geinco        | La Cocha              | 13 de mayo | 15:30 |
| Salcedo City       | 1 - 3  | Atlético Kin  | Carlos Alberto Tamayo | 13 de mayo | 16:00 |

| Atlético Kin  | 3 - 0 | Juventud           | Carlos Alberto Tamayo | 17 de mayo | 13:45 |
| Flamengo      | 2 - 3 | UTC                | Carlos Alberto Tamayo | 17 de mayo | 16:00 |
| Geinco        | 3 - 0 | Panamericana       | Carlos Alberto Tamayo | 18 de mayo | 09:30 |
| La Unión      | 6 - 0 | Salcedo City       | Jaime Zumárraga       | 18 de mayo | 11:30 |
| Norte América | 3 - 2 | Atlético Saquisilí | Carlos Alberto Tamayo | 18 de mayo | 12:00 |

| Atlético Kin | 1 - 0  | Geinco             | La Cocha              | 22 de mayo | 11:00 |
| Juventud     | 1 - 2  | La Unión           | Jaime Zumárraga       | 22 de mayo | 12:00 |
| Panamericana | 1 - 17 | Flamengo           | Carlos Alberto Tamayo | 22 de mayo | 13:00 |
| UTC          | 1 - 3  | Norte América      | La Cocha              | 22 de mayo | 15:30 |
| Salcedo City | 1 - 4  | Atlético Saquisilí | Carlos Alberto Tamayo | 22 de mayo | 16:00 |

| La Unión           | 0 - 2  | Geinco       | Jaime Zumárraga       | 25 de mayo | 11:30 |
| Norte América      | 2 - 1  | Salcedo City | Carlos Alberto Tamayo | 25 de mayo | 12:00 |
| Flamengo           | 1 - 0  | Atlético Kin | La Cocha              | 25 de mayo | 12:00 |
| Atlético Saquisilí | 1 - 2  | Juventud     | LDC de Saquisilí      | 25 de mayo | 15:30 |
| UTC                | 11 - 1 | Panamericana | La Cocha              | 27 de mayo | 15:30 |

### Segunda vuelta
| Salcedo City | 0 - 3  | Norte América      | Carlos Alberto Tamayo | 31 de mayo | 12:30 |
| Geinco       | 0 - 1  | La Unión           | Carlos Alberto Tamayo | 31 de mayo | 15:00 |
| Juventud     | 1 - 5  | Atlético Saquisilí | La Cocha              | 2 de junio | 11:00 |
| Panamericana | 2 - 14 | UTC                | La Cocha              | 2 de junio | 14:30 |
| Atlético Kin | 1 - 1  | Flamengo           | Carlos Alberto Tamayo | 3 de junio | 16:00 |

| Flamengo           | 8 - 0 | Panamericana | La Cocha              | 7 de junio | 13:30 |
| Geinco             | 4 - 1 | Atlético Kin | La Cocha              | 7 de junio | 15:45 |
| La Unión           | 2 - 1 | Juventud     | Jaime Zumárraga       | 8 de junio | 11:30 |
| Norte América      | 3 - 2 | UTC          | Carlos Alberto Tamayo | 8 de junio | 12:00 |
| Atlético Saquisilí | 3 - 1 | Salcedo City | LDC de Saquisilí      | 8 de junio | 15:30 |

| Juventud           | 1 - 2  | Atlético Kin  | Carlos Alberto Tamayo | 14 de junio | 13:30 |
| Salcedo City       | 0 - 1  | La Unión      | Carlos Alberto Tamayo | 14 de junio | 16:00 |
| Atlético Saquisilí | 1 - 1  | Norte América | LDC de Saquisilí      | 15 de junio | 15:30 |
| Panamericana       | 0 - 17 | Geinco        | La Cocha              | 16 de junio | 11:30 |
| UTC                | 1 - 3  | Flamengo      | La Cocha              | 17 de junio | 15:30 |

| La Unión      | 1 - 0 | Atlético Saquisilí | Jaime Zumárraga       | 21 de junio | 11:30 |
| Atlético Kin  | 5 - 1 | Salcedo City       | La Cocha              | 21 de junio | 13:00 |
| Juventud      | 8 - 0 | Panamericana       | La Cocha              | 22 de junio | 11:00 |
| Norte América | 1 - 1 | Flamengo           | Carlos Alberto Tamayo | 22 de junio | 12:00 |
| Geinco        | 0 - 0 | UTC                | La Cocha              | 22 de junio | 14:00 |

| La Unión           | 1 - 0 | Norte América | Jaime Zumárraga       | 26 de junio | 11:30 |
| Flamengo           | 2 - 2 | Geinco        | Carlos Alberto Tamayo | 26 de junio | 13:30 |
| UTC                | 2 - 1 | Juventud      | La Cocha              | 26 de junio | 15:00 |
| Atlético Saquisilí | 6 - 0 | Atlético Kin  | LDC de Saquisilí      | 26 de junio | 15:30 |
| Salcedo City       | 0 - 3 | Panamericana  | Carlos Alberto Tamayo | 26 de junio | 16:00 |

| Juventud      | 0 - 0  | Flamengo           | La Cocha              | 30 de junio | 11:00 |
| Panamericana  | 0 - 15 | Atlético Saquisilí | La Cocha              | 30 de junio | 13:00 |
| Norte América | 0 - 1  | Geinco             | Carlos Alberto Tamayo | 1 de julio  | 12:15 |
| Atlético Kin  | 0 - 4  | La Unión           | La Cocha              | 1 de julio  | 15:00 |
| Salcedo City  | 0 - 2  | UTC                | Carlos Alberto Tamayo | 1 de julio  | 15:45 |

| Atlético Kin       | 0 - 1 | Norte América | La Cocha         | 5 de julio | 11:30 |
| Flamengo           | 0 - 3 | Salcedo City  | La Cocha         | 5 de julio | 14:00 |
| La Unión (C)       | 8 - 1 | Panamericana  | Jaime Zumárraga  | 5 de julio | 15:30 |
| Atlético Saquisilí | 4 - 1 | UTC           | LDC de Saquisilí | 6 de julio | 15:30 |
| Geinco             | 9 - 0 | Juventud      | La Cocha         | 7 de julio | 11:00 |

| Atlético Saquisilí | 3 - 1 | Flamengo     | La Cocha              | 10 de julio    | 12:30          |
| Salcedo City       | 0 - 3 | Geinco       | Carlos Alberto Tamayo | 10 de julio    | 15:30          |
| Panamericana       | -     | Atlético Kin | No se programó        | No se programó | No se programó |
| Norte América      | -     | Juventud     | No se programó        | No se programó | No se programó |
| UTC                | -     | La Unión     | No se programó        | No se programó | No se programó |

| Geinco       | 1 - 1 | Atlético Saquisilí | La Cocha        | 13 de julio    | 13:00          |
| La Unión     | 4 - 0 | Flamengo           | Jaime Zumárraga | 14 de julio    | 11:30          |
| Juventud     | -     | Salcedo City       | No se programó  | No se programó | No se programó |
| Panamericana | -     | Norte América      | No se programó  | No se programó | No se programó |
| Atlético Kin | -     | UTC                | No se programó  | No se programó | No se programó |

### Campeón
| |
| Club Deportivo La Unión 2.° título Clasifica a los zonales de la Segunda Categoría 2019 y a la Copa Ecuador 2020. - También clasifica Geinco Fútbol Club como vicecampeón. |